# Château du Louvre
Château du Louvre byl královský hrad, který nechal vystavět francouzský panovník Filip II. August mezi lety 1190–1202, aby upevnil městské hradby vystavěné na ochranu Paříže. Hrad byl postupně zbourán při rozšiřování paláce Louvre.

## Historie
Louvre byl původně sídlem kapitána, který byl zodpovědný za lov vlků, později sídlem pařížského vikomta.
Před svým odjezdem na třetí křížovou výpravu v roce 1190 chtěl král Filip II. August zabezpečit hlavní město Paříž, zejména proti Angličanům, s nimiž byl dlouhou dobu v konfliktu. Chtěl mít také bezpečné místo pro královský poklad a archiv, které ztratil v bitvě u Frétevalu (1194) proti Richardovi Lví srdce, a které od té doby obnovil.
Nechal proto kolem Paříže postavil hradby. V letech 1190–1209 na pravém břehu a v letech 1200–1215 na méně exponovaném levém břehu. Hrad Louvre se nacházel na západě, na nejexponovanější straně, protože Angličané vládli v Normandii necelých 100 kilometrů daleko. Z dolního toku Seiny také přišla invaze Normanů v roce 845, kteří se téměř zmocnili města.
Hrad byl pevností přibližně čtvercového půdorysu (78×72 metrů), obklopený asi deset metrů širokým příkopem napájeným vodou z nedaleké Seiny. Hradba na západní straně, s výhledem do krajiny a považovaná za nejexponovanější, byla nejmohutnější a bez brány. Obvod byl zpevněn deseti obrannými věžemi, zejména v nárožích. Do hradu vedly dvě brány, hlavní na jihu a menší na východě. Byly chráněny padacím mostem a doplněny dvěma dvojitými věžemi. Dvě budovy s posádkami a arzenály byly připojeny k vnější straně obvodové zdi, na západ a na jih od centrálního nádvoří. Věže nebyly od sebe vzdáleny více než 25 metrů, což je vzdálenost odpovídající účinnému dostřelu luku. Byly opatřeny jednoduchými otevřenými střílnami, aby bylo zajištěno krytí valů.
Všechny obvodové stěny a stěny měly mírně nakloněné základny s cílem zabránit pokusům o podkopání a usnadnit odraz vrhaných projektilů.
Uprostřed nádvoří se nacházel donjon nazývaný Tlustá věž (Grosse tour) postavený v roce 1200. Věž byla kruhová o průměru 15,6 metru, s tloušťkou zdi u základny 4,25 metru a výšku 30 metrů. Byla obklopena dalším příkopem širokým 9 metrů a hlubokým 6 metrů. Tento příkop byl suchý (nezatopený), dlážděný velkými nepravidelnými kameny. Přecházelo se přes něj po padacím mostě. Vnitřní prostory byly klenuté z kamene, aby se omezilo riziko požáru. Donjon měl nad cimbuřím kuželovitou břidlicovou střechu. Měl studnu a velkou nádrž pro případ dlouhého obléhání.
Filip August se na základě zkušeností rozhodl postavit kulatou věž a ne čtvercovou nebo obdélníkovou ze strategických důvodů. Nepřátelé mohli snadněji provádět podkopové práce na každé straně rohu čtvercové věže než u zdi věže kruhového půdorysu.
Donjon měl zpočátku vojenskou funkci (jako poslední útočiště krále), ale hlavně se v něm nacházel archiv a královská pokladna. Ve 13. a 14. století sloužil také jako vězení. Hrabě Ferdinand Portugalský, poražený a zajatý v bitvě u Bouvines v roce 1214 zde byl vězněn třináct let.
Stavební práce byly ukončeny v roce 1202.
Za Ludvíka IX. Svatého byl hrad rozšířen. Byly postaveny nové místnosti bez skutečného obranného účelu, jako byl sál Saint-Louis (1230-1240).
Za dob krále Karla V., který vládl v letech 1364–1380, se Paříž rozšířila daleko za hradby Filipa Augusta. Král nechal postavit nové hradby, které zahrnovaly nové čtvrti, stejně tak se Château du Louvre ocitl uprostřed města, čímž ztratil velkou část svého vojenského významu. Král proto mohl upravit určitá vojenská zařízení hradu, aby byl obyvatelnější a přitom zůstal bezpečnou královskou rezidenci, zejména poté, co byl panovník ohrožen v paláci Cité během povstání 22. února 1358 vedeného prévôtem Étiennem Marcelem.
Architekt Raymond du Temple provedl hlavní práce v letech 1360–1371. Ponechal zdivo hradeb, ale prorazil je četnými okny, aby osvětlil interiéry. Zastřešení bylo přeměněno na skutečné střechy s mnoha komíny. Donjon byl přestavěn a proražen osmi velkými okny v každém patře. Bytové prostory byly upraveny na výšku čtyř podlaží. Kromě dvou stávajících budov na západě a jihu vznikly dvě nové na východě a severu.
V nárožích vznikla točitá schodiště pro snadné propojení pater. Na severním křídle se nacházelo monumentální schodiště Grande vis du Louvre: dvacet metrů vysoké, bohatě zdobené sochami, včetně dvou představujících krále a královnu. Na sever od hradu nechal král vybudovat zahrady a na západě nechal postavit hospodářské budovy, aby se uvolnily prostory uvnitř hradu.

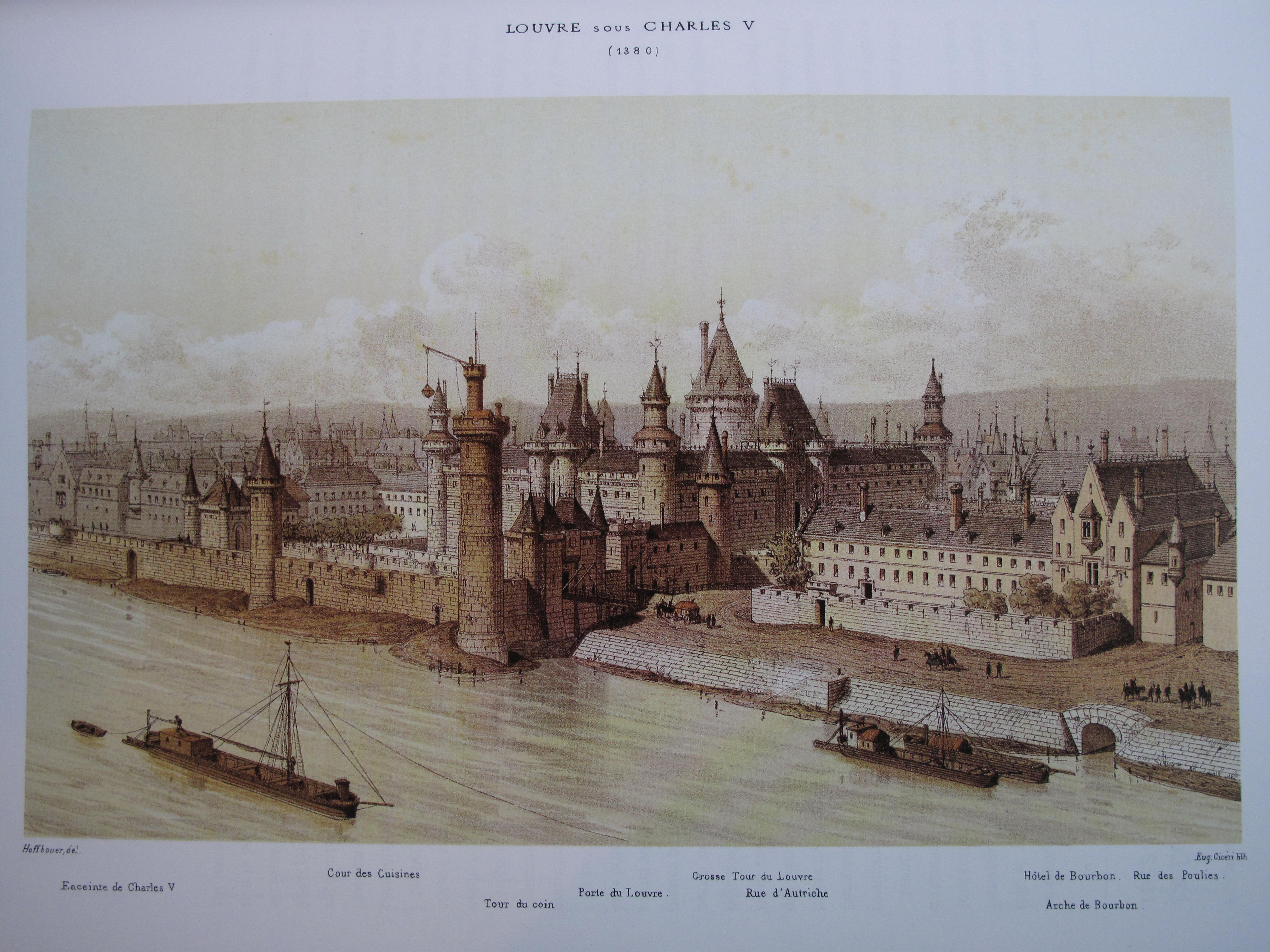
Podoba hradu v roce 1380 (rytina z roku 1885)

Král Karel V. také vybudoval první královskou knihovnu v severozápadní věži, která obsahovala devět set rukopisů.
Během stoleté války vstoupili 1. prosince 1420 Angličané pod velením anglického krále Jindřicha V. ve spojení s Burgunďany do města a Louvre obsadili bez boje. Zůstali tam až do roku 1436.
V roce 1525 utrpěl František I. porážku v bitvě u Pavie. Během jeho zajetí dosáhly teologická fakulta a pařížský parlament určité autonomie. Král se po návratu rozhodl znovu získat kontrolu nad královstvím tím, že učinil Louvre svou hlavní pařížskou rezidencí. V roce 1528 nechal zbořit původní hrad, aby zde postavil palác v italském stylu. V roce 1546 pověřil architekta Pierra Lescota projektem stavby moderního paláce v duchu renesance s velkou hlavní budovou a zařízenými místnostmi. Po králově smrti (1547) architekt pokračoval ve službách jeho syna Jindřicha II. Ten nechal zbořit západní zeď (od prosince 1546 do března 1549), aby zde mohl vzniknout taneční sál, a také jižní hradbu pro postavení královského pavilonu (1553–1556), v němž byly královské apartmá a malá galerie.
Po smrti Jindřicha II. pokračovala Kateřina Medicejská ve úpravách jižního křídla pro své apartmány.
Za Karla IX. a Jindřicha III. se stal Louvre centrem panovnické moci, místem zábavy a dějištěm historických událostí (jako byl sňatek budoucího krále Jindřicha IV. s Markétou z Valois, který vedl v roce 1572 ke bartolomějské noci.
Od roku 1564 královna Kateřina Medicejská upřednostňovala stavbu nového paláce Tuileries a zřízení velké okrasné zahrady.
Jindřich IV. nechal na jižní straně odstranit zbývající prvky, včetně vodního příkopu, aby vybudoval Velkou galerii spojující Louvre s palácem Tuileries dokončenou v roce 1610. Také zahájil stavbu čtvercového nádvoří v již postaveném křídle Lescot. Plocha paláce se oproti středověkému hradu zečtyřnásobila. Zbořeny byly také budovy mezi dvěma paláci. Tato výstavba měla i vojenskou funkci: zřízením krytého průchodu mezi paláci Louvre a Tuileries mimo městské hradby si Jindřich IV. vytvořil bezpečnou únikovou cestu, která mu umožnila v případě vzpoury uprchnout na koni.
Pro upevnění své moci nechal mladý Ludvík XIII. dne 24. dubna 1617 zavraždit Concina Conciniho, oblíbence své matky regentky Marie Medicejské. K vraždě došlo v bráně hradu.
Ludvík XIII. nechal zbourat severní část středověkých hradeb, aby prodloužil kříslo Lescot kvůli symetrii. Ludvík XIV. udělal totéž na východní části, aby umožnil výstavbu kolonády Louvru.

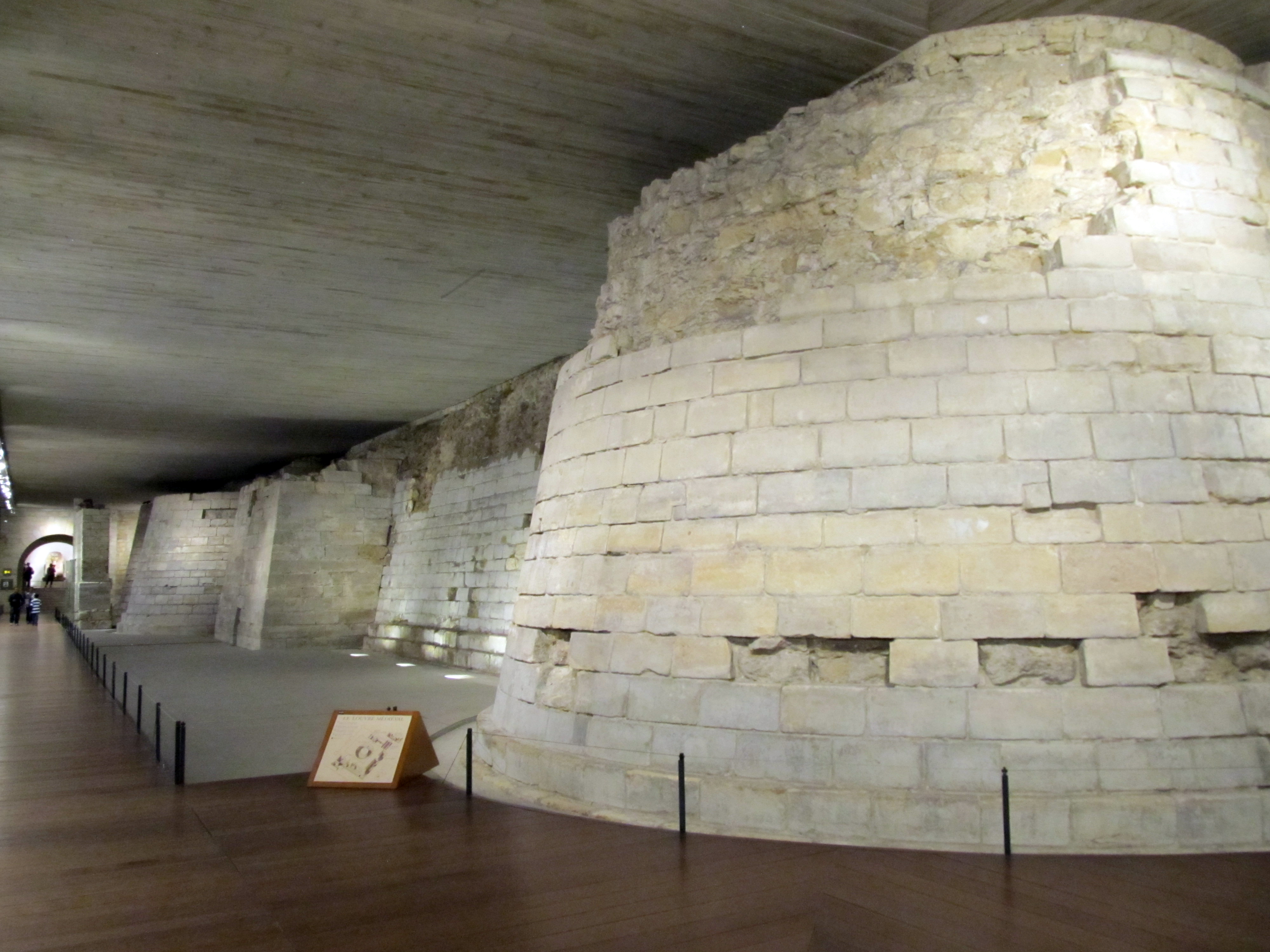
Pozůstatky středověkých základů

## Pozůstatky středověkého Louvru
Během stavebních prací v 19. století se ukázalo, že hrad a dvě z jeho čtyř zdí byly pouze zbourány a příkopy zasypány během demolice hradu v rámci přípravy na stavbu paláce Louvre. Při realizaci projektu Grand Louvre byly základy pevnosti a tyto dvě zdi vyčištěny. Při archeologickém výzkumu bylo nalezeno množství předmětů každodenní potřeby. Jsou veřejnosti přístupné ve sbírkách středověkého Louvru stejně jako dolní místnost (známá jako salle Saint-Louis).